# Вудфилд, Рэндалл
Рэ́ндалл Брент «Ре́нди» Ву́дфилд (англ. Randall Brent Woodfield; род. 26 декабря 1950) — американский серийный убийца. Получил прозвище Убийца I-5 или Бандит I-5 из-за законно присужденного ему обвинения в преступлении, которое он совершил на трассе I-5 (проходящую через Вашингтон, Орегон и Калифорнию). Ещё до захвата трассы Убийце I-5 была приписана серия сексуальных домогательств и убийств. Было подтверждено совершение уроженцем Орегона трех убийств. Вудфилд подозревается в убийстве 44 человек; в данный момент он заключен в тюрьме штата Орегон (Oregona State Penitentiary).
Родился в Салеме (штат Орегон) в среднестатистической семье. Ренди не показывал никаких признаков отклонения, более того, парень пользовался популярностью среди ровесников, был футбольной звездой Newport High School и Portland State University. Тем не менее, уже в юности Вудфилд начал проявлять антисоциальные сексуальные повадки, начиная склонностью к непристойному обнажению. До его первого ареста в старшей школе его напарники по футбольной команде умолчали о подобном инциденте. Благодаря этому Вудфилда не вышвырнули из команды.
Три ареста в начале 1970-х за совершение мелких преступлений, вроде вандализма и публичных непристойностей, не помешали Вудфилду в 1974 году стать принимающим игроком Green Bay Packers в 17 раунде Национальной Футбольной Лиги в Нью-Йорке. Рендал старался утвердиться в составе Packers, пока, во время последнего сезона, их менеджером был Ден Дейван, но Вудфилду не удавалось утрясти свои проблемы с разъездами через страну. В феврале 1974 года он подписал контракт, но уже в тренировочном лагере был сокращен из-за невыполнения поставленной перед ним задачи.
После этого в 1974 году Вудфилд играл за полу-профессиональную команду Manitowoc Chiefs, работал на Oshkosh Truck. Всё же в июне 1973 года его профессиональный рост слегка приостановился из-за очередного ареста. В конце концов, после того, как дюжина «вспыхивающих» инцидентов вызвала нежелательное внимание к Рендалу, в 1974 году the Packers сдались и отправили его домой.
В период с 1979 по 1981 год он совершал преступления, включая похищения, избиения и сексуальное насилие. В настоящее время Вудфилд отбывает пожизненное заключение в Орегонской государственной тюрьме. О его злодеяниях Анной Рул написана книга «Убийца I-5», а в 2011 году по этой книге сняли фильм в цикле «Жизнеописания», под названием «Охота за Убийцей I-5».
Его ужасающей истории должно бы хватить, чтобы держаться подальше от этого человека, но на удивление, Вудфилд был трижды женат и дважды разведён за время своей жизни за решеткой. Ещё в 2006 году у него появился аккаунт в MySpace, который создали и вели его друзья и родные — у самого Рендала нет доступа к Интернету. В его профиле можно прочесть следующее: «Я Рэнди, мне 55. Я провожу остаток своих дней в тюрьме, потому что я совершил убийства и многие другие преступления. Когда-то я играл за Green Bay Packers». По-видимому, дамы просто не могут устоять перед таким простодушным, милым человеком.